# Psylla colorada
Psylla colorada är en insektsart som beskrevs av Crawford 1917. Psylla colorada ingår i släktet Psylla och familjen rundbladloppor. Inga underarter finns listade i Catalogue of Life.